# 佩欽齊
44°54′N 19°58′E / 44.900°N 19.967°E

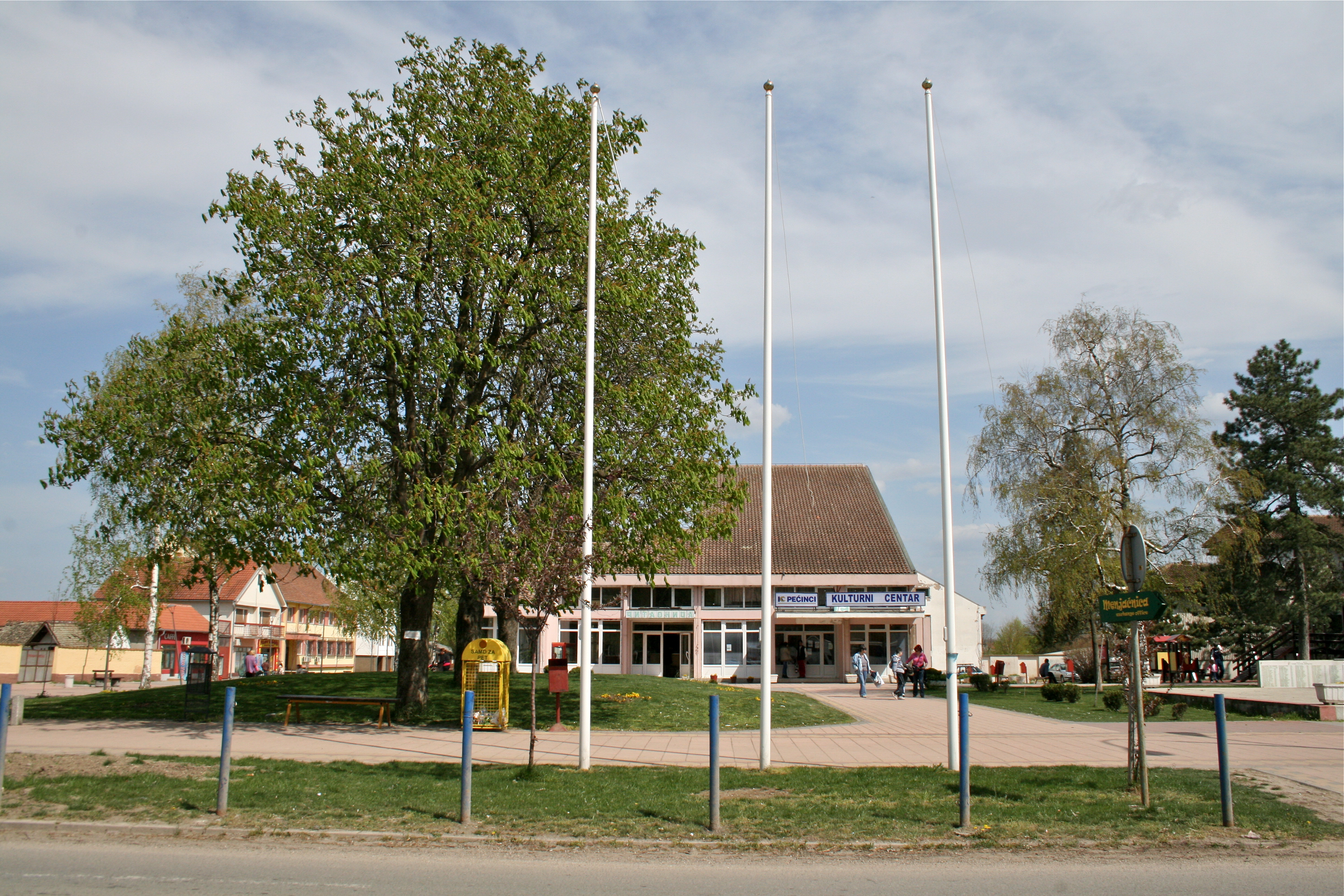

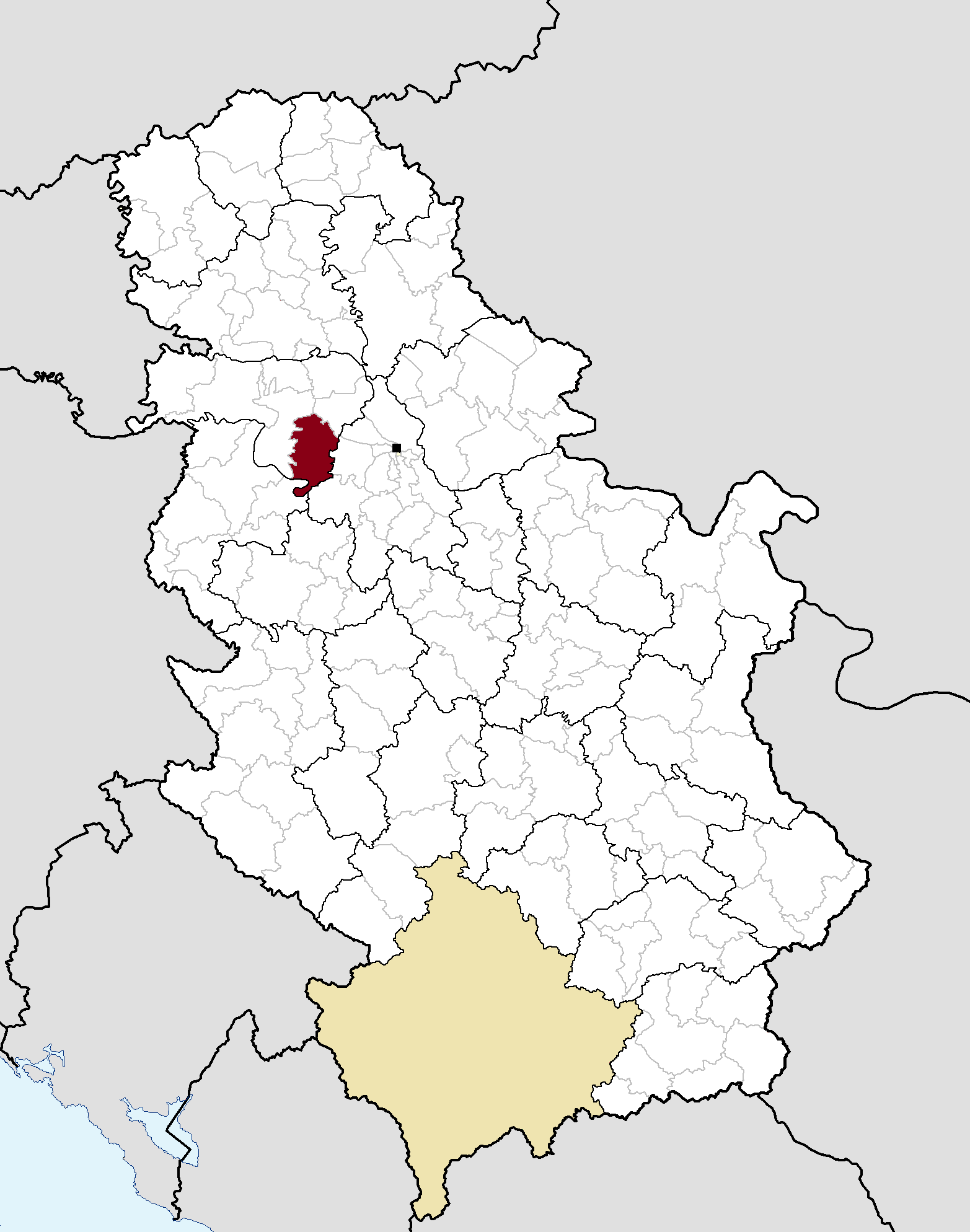

佩欽齊，是塞爾維亞的城鎮，位於該國北部，由斯雷姆州負責管轄，面積489平方公里，海拔高度83米，2011年人口19,675，人口密度每平方公里40人。